# William Stewart Roddie
William Stewart Roddie (* 1878 in Inverness; † 22. Januar 1961) war ein britischer Offizier.

## Leben und Tätigkeit
Roddie wuchs in Inverness auf. Er wurde an der Royal Academy in Inverness ausgebildet. Vor dem Ersten Weltkrieg lebte er einige Jahre in Leipzig und Berlin. Von 1914 bis 1918 nahm er am Ersten Weltkrieg teil. Im letzten Kriegsjahr wurde er in das britische Informationsministerium versetzt. 1919 wechselte er dann in die Nachrichtenabteilung des damals von Winston Churchill geleiteten Kriegsministeriums.
Einige Monate nach dem Abschluss des Versailler Vertrages wurde Roddie – nun im Rang eines Lieutenant-Colonel – der Interalliierten Militär-Kontrollkommission in Deutschland, die die Abrüstungsbestimmungen des Versailler Vertrages zu überwachen hatte, zugeteilt. In dieser Eigenschaft lebte er von 1920 bis 1927 in Berlin und kam dort in enge Fühlung mit zahlreichen führenden deutschen Politikern, Militärs und Adeligen wie Friedrich Ebert, Gustav Noske, Walther Rathenau, Erich Ludendorff, Hans von Seeckt und Wilhelm Groener. Während des Kapp-Putsches vom März 1920 versuchte Roddie auf den rechtsgerichteten Wolfgang Kapp in dem Sinne einzuwirken, die legale Regierung zu rehabilitieren.
Nach 1927 unternahm Roddie diverse finanzielle Missionen im Fernen Osten und den Vereinigten Staaten im Auftrag der britischen Regierung. Zudem hielt er Vorträge über Deutschland und Mitteleuropa und publizierte zwei Bücher zu diesem Themenkreis.
Von den Polizeiorganen des NS-Staates wurde Roddie Ende der 1930er Jahre als wichtige Zielperson eingestuft: Im Frühjahr 1940 setzte das Reichssicherheitshauptamt in Berlin ihn auf die Sonderfahndungsliste G.B., ein Verzeichnis von Personen, die im Falle einer erfolgreichen deutschen Invasion Großbritanniens durch die Sonderkommandos der SS-Einsatzgruppen mit besonderer Priorität ausfindig gemacht und verhaftet werden sollten.
1944 wurde Roddie der Sonderabteilung (Special Service) der britischen Admiralität zugeteilt.

## Schriften
- Peace Patrol, New York 1933
- History of Post-War Germany.